# Židovský hřbitov ve Slaném
Židovský hřbitov ve Slaném je kulturní památka České republiky, která se nalézá v severovýchodní části města Slaný v sousedství hlavního městského hřbitova. Rozloha hřbitova je 3 188 m². V roce 2010 bylo bývalé židovské pohřebiště prohlášeno kulturní památkou České republiky číslo 103977 (Pk•MIS•Sez•Obr•WD).

## Historie hřbitova
Slánští Židé, kteří se mohli ve městě usazovat až po roce 1848, byli pohřbíváni na hřbitovech v Blevicích a ve Zlonicích. Dne 27. července 1881 Židovská náboženská obec zakoupila za 1 600 zlatých od manželů Mrzílkových pozemky parcelní číslo 1119, 1120 a 1121 v sousedství městského hřbitova, aby zde zřídila hřbitov přímo ve Slaném. Podmínkou bylo, že hřbitov musí být obehnán omítnutou zdí s korunou z pískovcových desek a stavba musí být dokončena do konce srpna 1881. První zde pohřbenou osobou byla Berta Bondyová, která zemřela 23. srpna 1881.
V letech 1931-1932 došlo k významné přestavbě hřbitova. Byla postavena funkcionalistická obřadní síň, kterou provedl stavitel Vilibald Hieke. V interiéru obřadní síně byla během rekonstrukce upevněna pamětní deska připomínající památku rodiny Taussigovy, která finančně přispěla na její výstavbu. Pamětní tabule obsahuje tento text: „V upomínku manželům Antonínu a Evě Taussigovým ze Slaného. Izraelitská obec náboženská Slaný. 20. září 1931.“ Nyní se nachází v soukromé části pozemku.
Funkcionalistický styl je pro budovy tohoto typu na území Čech a Moravy neobvyklý, patří sem jen přestavba synagogy v Praze na Smíchově z roku 1931 od architekta Leopolda Ehrmanna, synagoga ve Velvarech ze stejného roku podle projektu Františka Alberta Libry a Synagoga Agudas achim v Brně od architekta Otto Eislera z let 1935-1936. Po stranách obřadní síně se nacházejí další dva přízemní objekty, které sloužily správě hřbitova a přípravě pohřbů.
Ve dnech 22.–26. února 1942 bylo ze Slánska nacisty odvlečeno 1 632 osob, z nichž většina zahynula v koncentračních táborech. Po skončení 2. světové války se do Slaného vrátilo pouze 11 Židů. Židovská náboženská obec nebyla ve Slaném obnovena a poslední pohřeb zde proběhl v roce 1949, kdy zemřel Hugo Kellner, mlynář z Klobuk. Jeho náhrobek je současně symbolickým náhrobkem jeho manželky a synů, kteří byli zavražděni nacisty. Další pohřeb se zde odehrál až v roce 2004. 
Poté hřbitov po desetiletí chátral. Byl majetkem Židovské náboženské obce v Praze. Ta se rozhodla v roce 1982 odprodat část pozemku hřbitova, kde se nacházela obřadní síň a sad.
V roce 1998 byla Okresním úřadem v Kladně zahájena snaha o to, aby byl hřbitov zapsán mezi kulturní památky České republiky. Proti této snaze se ale postavili soukromí vlastníci části areálu. Podruhé požádaly o zapsání hřbitova mezi kulturní památky Židovská náboženská obec v Praze a Federace židovských obcí v České republice v roce 2008. Na základě této žádosti byl hřbitov dne 10. května 2010 prohlášen kulturní památkou.